# Escuderos (Santa María del Campo)
Escuderos es un despoblado español del municipio de Santa María del Campo, perteneciente a la provincia de Burgos, en la comunidad autónoma de Castilla y León.

## Historia
Hacia mediados del siglo XIX, el lugar estaba ya despoblado. Aparece descrito en el séptimo volumen del Diccionario geográfico-estadístico-histórico de España y sus posesiones de Ultramar de Pascual Madoz con las siguientes palabras:

ESCUDEROS: desp. en la prov. de Burgos, part. jud. de Lerma, térm. jurisd. de Sta. Maria del Campo. Se halla á 3/4 de leg. de esta v. en la márg. der. del r. Arlanza; no existiendo en él mas que una ermita de mala construccion que fué la parr., y á sus inmediaciones el molino y el puente llamados tambien de Escuderos, aquel de dos ruedas, y este de ocho arcos de piedra sillar y de cinco á seis varas de elevacion.
(Madoz, 1847, p. 549)